# Meranti Utara
Meranti Utara is een bestuurslaag in het regentschap Toba Samosir van de provincie Noord-Sumatra, Indonesië. Meranti Utara telt 1623 inwoners (volkstelling 2010).